# Stephen Doughty (homme politique)
Stephen John Doughty, né le 15 avril 1980 à Cardiff, est un homme politique britannique, membre du Parti travailliste et du Parti coopératif.
Il est député pour Cardiff Sud et Penarth depuis 2012 où il succède à Alun Michael qui a démissionné pour se présenter comme commissaire de Police.
En juillet 2024, il est nommé ministre d'État à l'Europe, à l'Amérique du Nord et aux Territoires d'outre-mer au sein du gouvernement de Keir Starmer.

## Jeunesse
Doughty est né à Cardiff avant que sa famille ne déménage à Vale of Glamorgan. Après avoir fréquenté la Llantwit Major Comprehensive School, il étudie au Lester B. Pearson United World College of the Pacific au Canada (où il est membre du Parlement des jeunes de la Colombie-Britannique), au Corpus Christi College, à l'Université d'Oxford (où il est diplômé de deuxième classe supérieure en philosophie, politique et économie), et à l'Université de St Andrews. 

## Début de carrière
Après avoir travaillé au Danemark, Doughty retourne au Royaume-Uni, où il devient conseiller du député travailliste Douglas Alexander. Il occupe ensuite divers postes chez Oxfam International, avant de prendre la direction d'Oxfam Cymru en 2011. 
De 2004 à 2009, Doughty est administrateur de la section britannique des United World Colleges. 
En mars 2010, avant les élections générales de mai 2010, le correspondant politique de la BBC, David Cornock, a rapporté que Doughty est l'un des candidats sur la liste restreinte de Labour pour la circonscription parlementaire de Pontypridd. Owen Smith, est sélectionné et conserve le siège au parti travailliste aux élections générales. 
Doughty et son père sont des amis de longue date de la famille du député travailliste de Penarth Alun Michael. Lorsque ce dernier annonce sa décision de démissionner de ses fonctions de député de Cardiff South et de Penarth afin de se porter candidat aux fonctions de commissaire de police et de lutte contre le crime du sud du Pays de Galles, le Western Mail signale le 13 juillet 2012 que Michael a "interféré de manière inappropriée" dans le processus de sélection du Labour pour son successeur présumé dans la circonscription afin de s'assurer que son candidat préféré (Stephen Doughty) figurait sur la liste restreinte. Michael a par la suite admis qu'il avait en effet parlé personnellement au chef du Parti travailliste Ed Miliband, au secrétaire général du parti Iain McNicol et aux membres du Comité exécutif national, dans le but d'"empêcher une couture" et "d'empêcher un candidat de l'extérieur d'être imposé au parti local ". Après l'intervention de Michael, le nom de Doughty est inclus dans la liste restreinte finale avec quatre autres candidats, Kate Groucutt, Karen Wilkie, Nick Thomas-Symonds et Jeremy Miles. Doughty est sélectionné lors d'un vote par les membres du Parti travailliste de circonscription le 14 juillet 2012. 

## Carrière parlementaire
Lors des élections législatives partielles du 15 novembre 2012, Doughty est élu député travailliste de Cardiff South et Penarth. Il prend le siège avec une majorité de 5 334 voix pour 47,3% des voix. 
Doughty prononce son premier discours à la Chambre des communes le 28 novembre 2012. 
En janvier 2013, Doughty est nommé dans l'équipe du Labor Shadow Treasury en tant qu'assistant de Rachel Reeves, le secrétaire en chef du Shadow au Trésor. 
Lors du remaniement qui a suivi l'élection générale de 2015, Doughty rejoint l'équipe des affaires, de l'innovation et des compétences en tant que ministre fantôme du commerce et de l'industrie. 
En octobre 2015, il est transféré au poste de ministre du ministère des Affaires étrangères fantôme, responsable de l'Afrique, de l'Asie du Sud et des organisations internationales, sous la direction de la secrétaire d'État aux Affaires étrangères, Hilary Benn[réf. nécessaire]. 
En décembre 2015, Stephen Doughty prend la décision de soutenir les frappes aériennes contre la Syrie, une décision pour laquelle il est critiqué par plusieurs de ses électeurs et militants politiques via les médias sociaux. 
Il soutient Owen Smith dans la tentative ratée de remplacer Jeremy Corbyn aux élections à la direction du Parti travailliste en 2016. 
Doughty soutient Keir Starmer lors des élections à la direction du Parti travailliste en 2020. 

### Démission
En janvier 2016, Doughty annonce qu'il démissionne de son poste de ministre des Affaires étrangères de l'ombre sur le programme en direct Daily Politics, affirmant qu'il soutient le point de vue de Pat McFadden limogé sur le terrorisme et accusant les membres de l'équipe dirigeante travailliste de mentir sur les raisons du départ de McFadden. Selon McFadden, il a été limogé pour ses commentaires lors du débat sur les attentats de Paris, qui a condamné "l'opinion selon laquelle les actes terroristes sont toujours une réponse ou une réaction à ce que nous faisons en Occident". 
L'apparition de Doughty dans le Daily Politics suscite la polémique après qu'il est apparu que Laura Kuenssberg, la rédactrice politique de la BBC, s'était arrangée pour que Doughty fasse son annonce publique sur le programme juste avant les Questions au Premier ministre. Selon le porte-parole du Labour, il s'agissait d'une "violation inacceptable du rôle et des obligations statutaires de la BBC. Des journalistes et des présentateurs de la BBC ont proposé et obtenu la démission d'un ministre fantôme à l'antenne ... apparemment pour assurer un maximum d'impact politique. ".

## Vie privée
Doughty vit dans la région Splott de Cardiff. Il est un chef de file Cub et scout depuis 2004. Il figure dans la liste Pinc des personnalités gallois LGBT. 